# Joseph Mendes da Costa

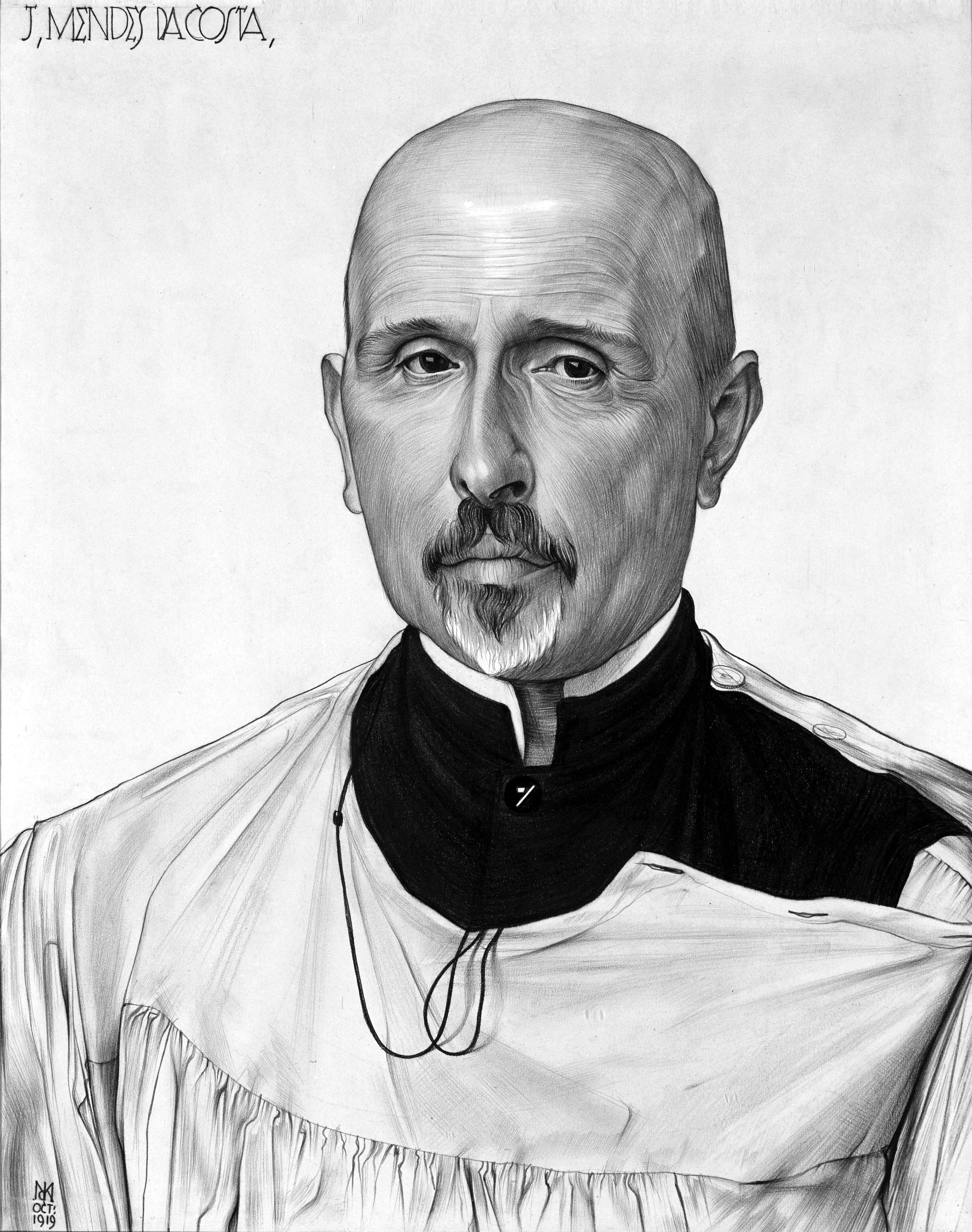
Porträt von Da Costa von Michel de Klerk, 1919

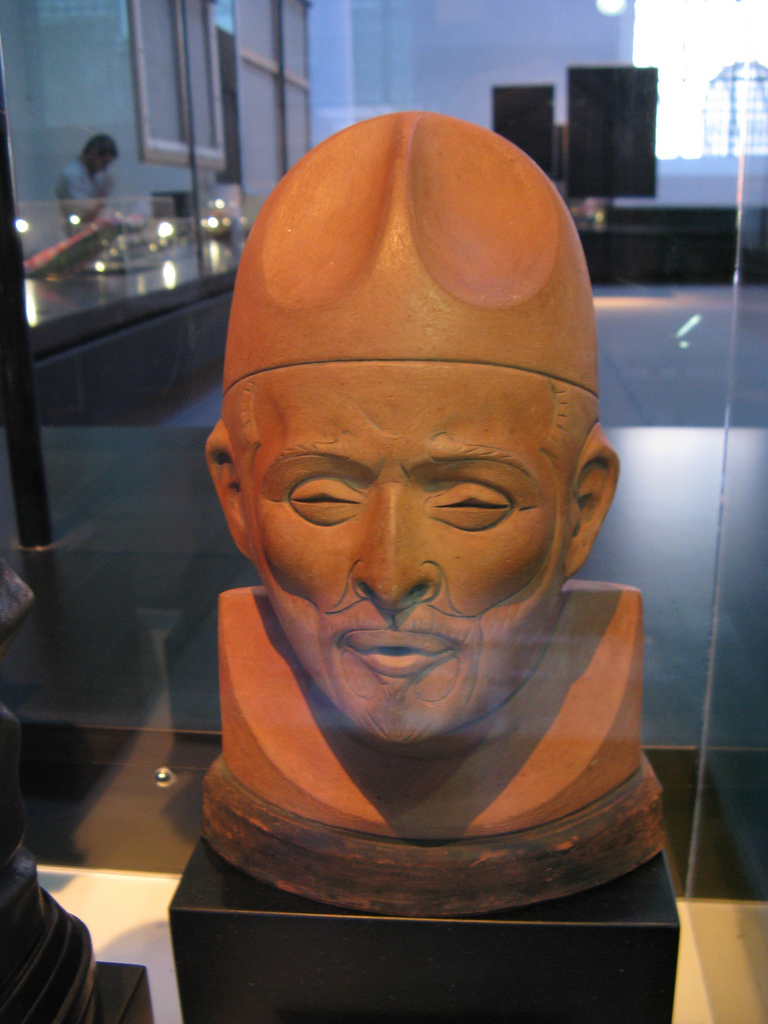
Selbstporträt, 1927

Joseph Mendes da Costa (geboren 4. November 1863 in Amsterdam, gestorben 20. Juli 1939 in Amsterdam) war ein niederländischer Bildhauer.

## Leben
Joseph Mendes da Costa wurde als Sohn von Moses Mendes da Costa geboren. Da seine Familie Teil der sephardischen Judengemeinde in Amsterdam war, trägt Joseph einen portugiesischen Nachnamen.
Als Junge arbeitete Mendes da Costa als Steinmetz in der Werkstatt seines Vaters in Amsterdam. Er half dort, Waschbecken und Grabsteine herzustellen. Von 1879 bis 1881 lernte er Zeichnen an der neu gegründeten Schule für angewandte Kunst Quellinus Amsterdam, und von 1882 bis 1885 hospitierte er in den Morgenstunden am Modellierunterricht an der Staatlichen Hochschule für Angewandte Kunst Amsterdam. Hier traf er Bildhauer wie Lambertus Zijl (1866–1947), G. W. Dijsselhof (1866–1924) und Th. W. Nieuwenhuis (1866–1951).
Um 1887 ging Mendes eine Partnerschaft mit Lambertus Zijl ein, um Skulpturen und handwerkliche Produkte herzustellen. Von 1888 bis 1901 unterrichtete er abends an der Industrieschule der Gesellschaft für den Arbeitsstand. 1911 oder 1912 zog er nach Laren. 1914 wurde ihm eine Professur an der Rijksakademie van beeldende kunsten angeboten, die er aber nicht annahm.
Im Jahr 1925 zog Mendes da Costa von Laren zurück nach Amsterdam. Nachdem 1928 seine Frau gestorben war, führte er ein zurückgezogenes Leben. Er wurde auf dem portugiesisch-jüdischen Friedhof Beth Haim in Ouderkerk aan de Amstel beigesetzt.

## Wirken
Mendes früheste Werke bestehen aus skulpturalen Szenen, die er in seiner Umgebung beobachtet hat. Neben diesen Genre-Stücken fertigte er hauptsächlich Utensilien wie Vasen und Untertassen aus glasiertem Steingut. Er war mit der Qualität dieser Keramik nicht zufrieden und baute 1889 in seinem Atelier einen neuen Ofen, in dem die hohen Temperaturen erreicht werden konnten, die für die Herstellung von „Gres“ erforderlich waren. Gres ist eine Keramik zwischen Porzellan und Steingut, nicht porös und hat einen dichten Scherben. Mendes da Costa legte auf die Glasur noch eine Salzglasur, was die Oberfläche der Objekte dichter und glatter machte. Die Formen seiner neueren Arbeit wurden enger und stilisierter als die seiner früheren Arbeit.
Um 1900 erhielt er seine ersten großen Aufträge für die Arbeit an Gebäuden. Für die Börse (Beurs van Berlage) in Amsterdam, die in den Jahren von 1898 bis 1903 erbaut wurden, entwarf er zwei Schornsteinarbeiten und fertigte Holzschnitzereien für Schreibtische und Schränke. Von den Architekten Alexander Kropholler (1881–1973) und Jan Frederik Staal erhielt Mendes da Costa den Auftrag, sowohl das Äußere als auch das Innere eines Gebäudes der Lebensversicherungsgesellschaft „De Utrecht“ in Amsterdam zu dekorieren, war ihn von 1903 bis 1905 beschäftigte. Ebenfalls von Kropholler kam der Auftrag für Dekorationen (Skulpturen und Reliefs) der „Märtyrer der Gorcumkerk“.
Wie in seinen kleineren Arbeiten und Bronzeskulpturen hat auch Mendes da Costa in seiner monumentalen Arbeit viele Tiere, insbesondere Affen und Eulen, dargestellt. Aufgrund dieser Tierfiguren wurde er 1914 Doktor Honoris Causa in der Biologie der Universität Groningen. Er fertigte auch Tierskulpturen für eine Reihe von Kropholler-Kirchen an.
Von Frau Kröller-Müller, auf die das Kröller-Müller Museum zurückgeht und von der Mendes da Costa viele Aufträge erhielt, bekam er den Auftrag für ein Denkmal für General Christiaan de Wet und für ein zweites Denkmal mit dem Titel „Der Philosoph“ (1922–1924), in der Liste der Denkmäler in den Niederlanden vom Zweiten Burenkrieg auch „Der Berater“ genannt. Es stellt M.Th. Steyn dar, von 1896 bis 1902 Präsident des Oranje-Freistaats war. In dieser Figur wollte Mendes da Costa die Figur eines Beraters im Allgemeinen symbolisieren. Frau Kröller-Müller fand den Entwurf ungeeignet und verzichtete darauf, das als Denkmal für Südafrika anzunehmen. Stattdessen erhielt Henry van de Velde den Auftrag für ein neues Denkmal zu Steyn, das er 1924 abstrakt in Form einer Bank aus Stein am Ende einer rechtwinklig geformten Grünanlage ausführte. Die Statue von Mendes da Costa befindet sich jetzt im Jagdhaus Sint-Hubertus auf der Hoge Veluwe, das dem Ehepaar Kröller-Müller gehörte.

## Arbeiten
- [2]

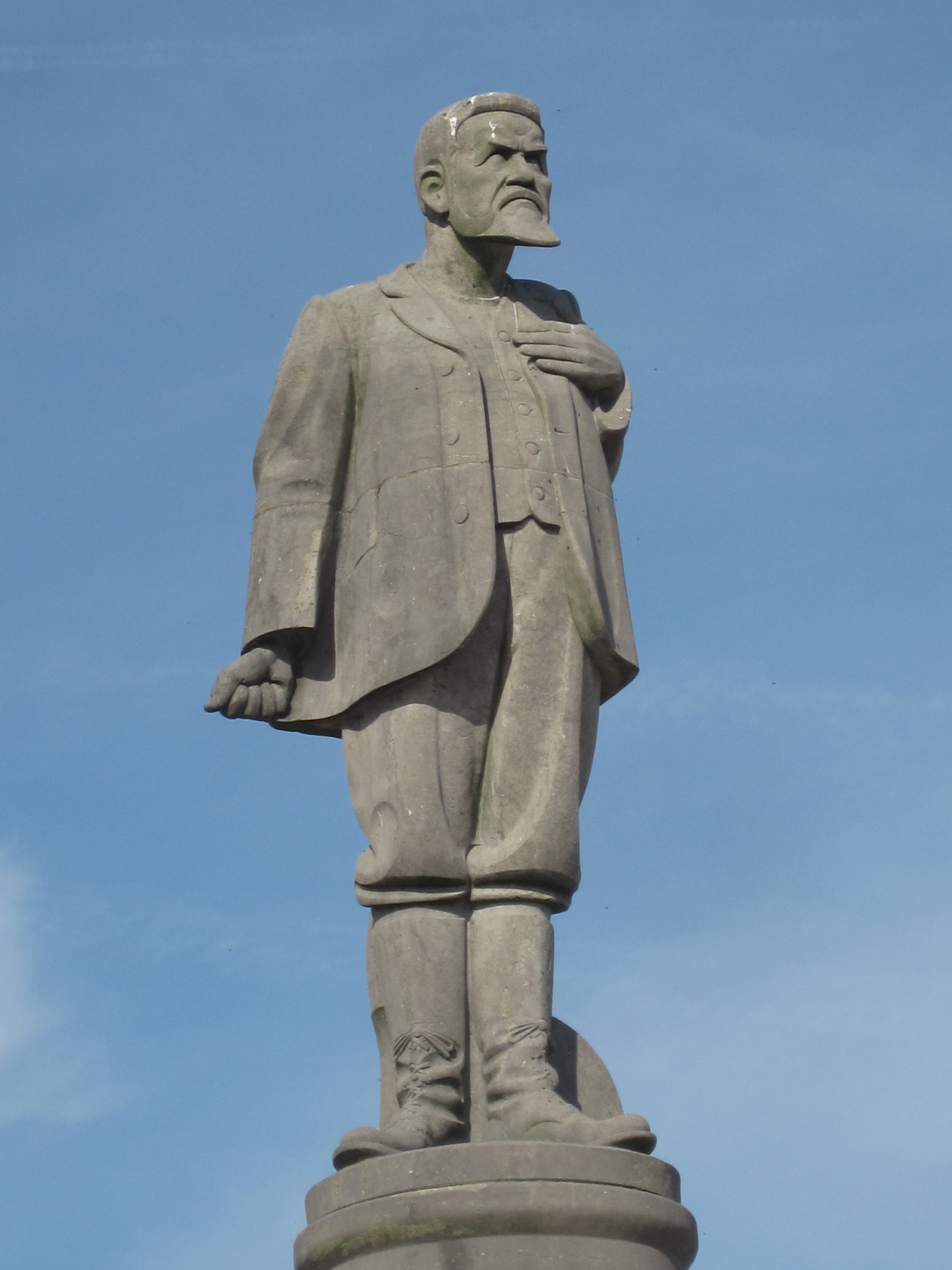
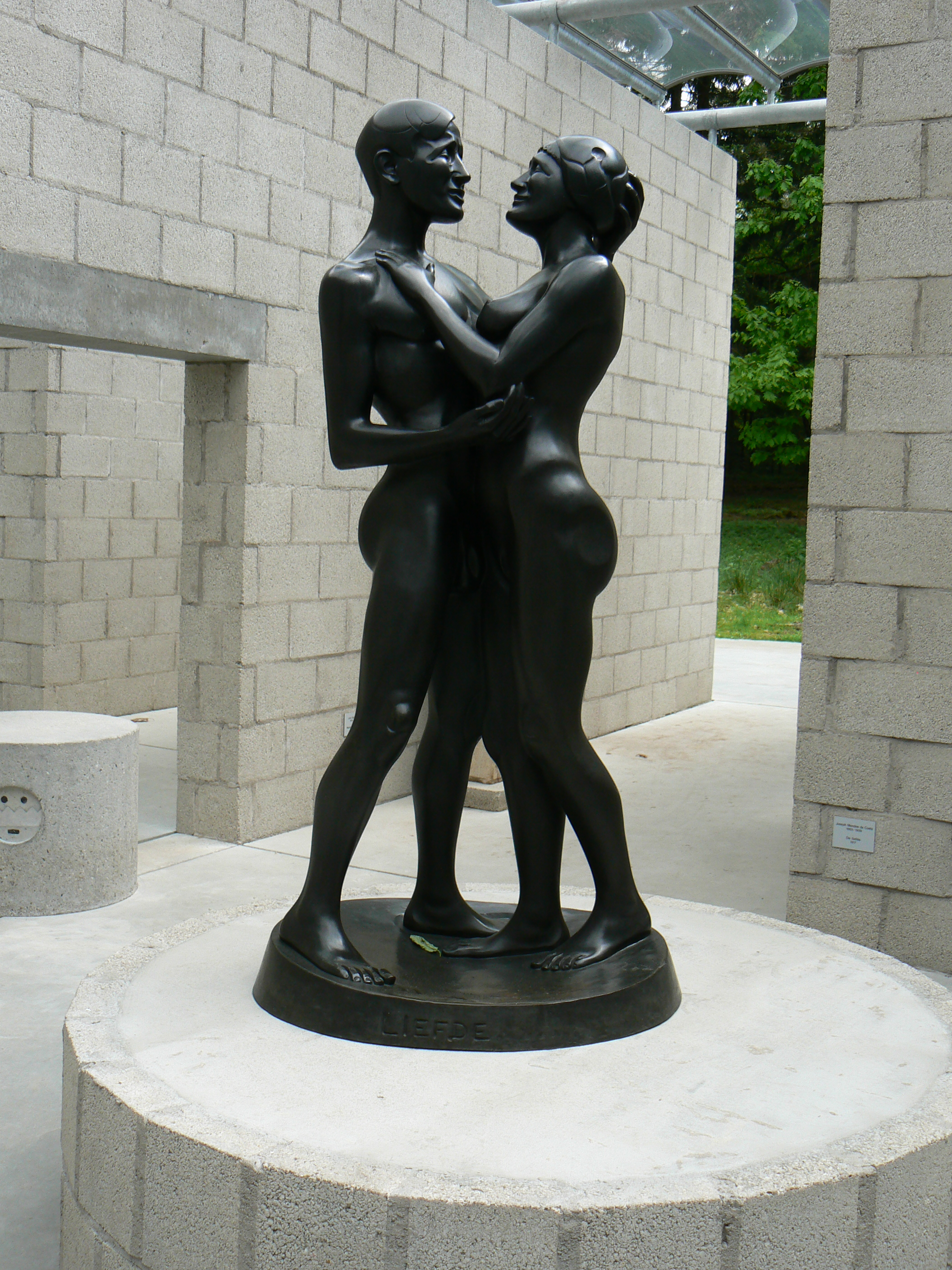
Liebe (1917), Kröller-Müller Museum
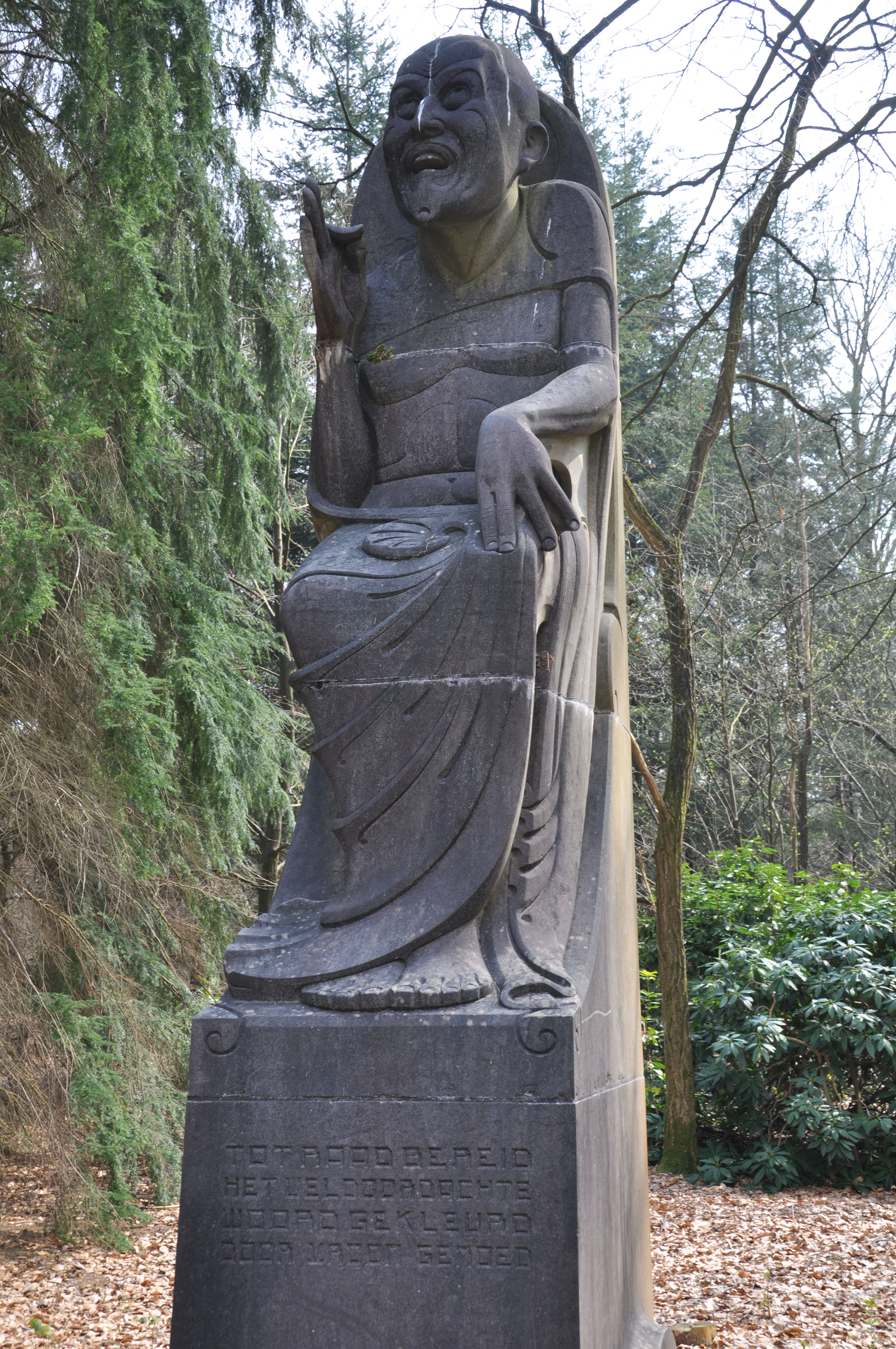

- [3]
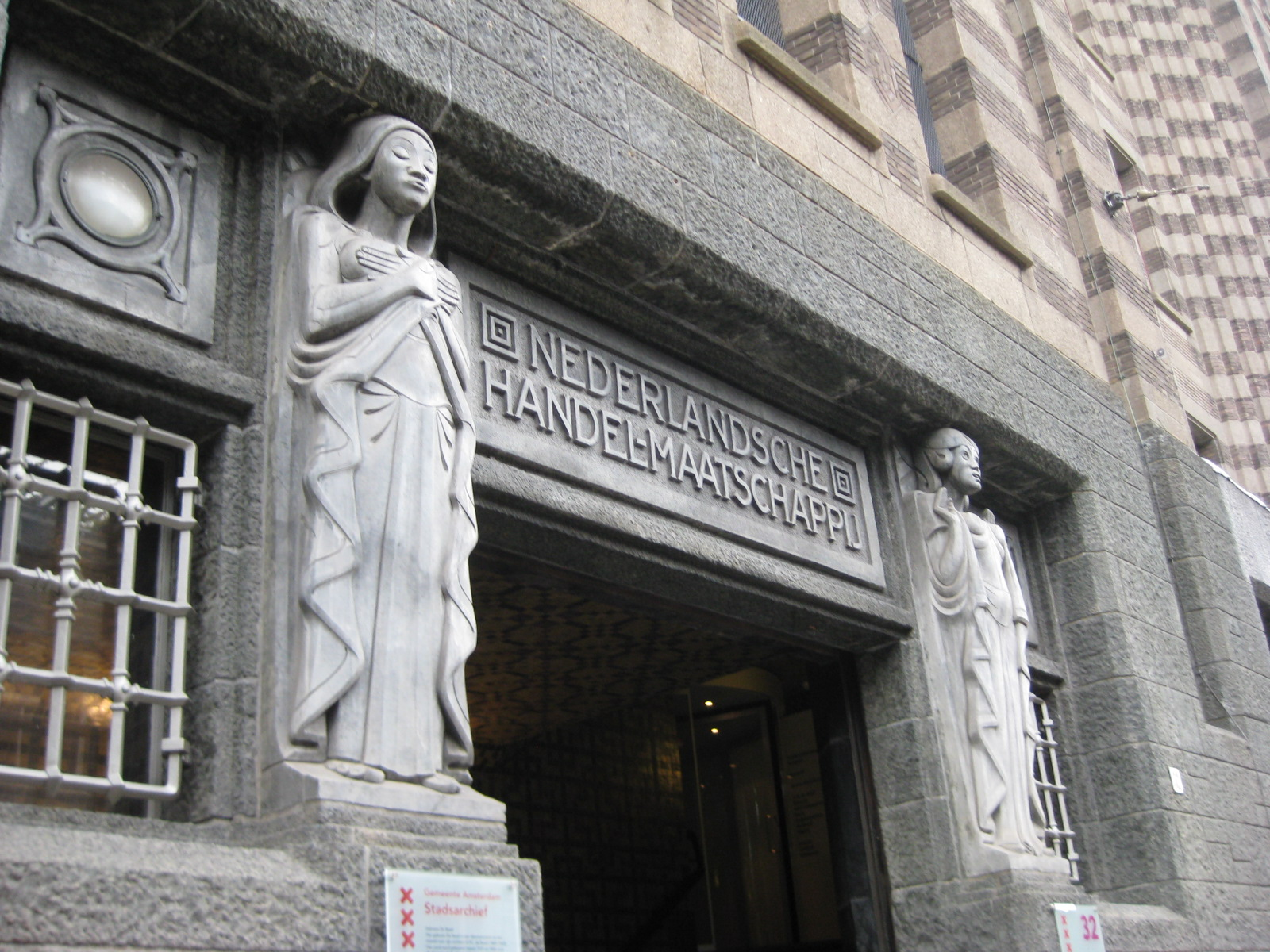
Sculpturen am De Bazel[4], Amsterdam
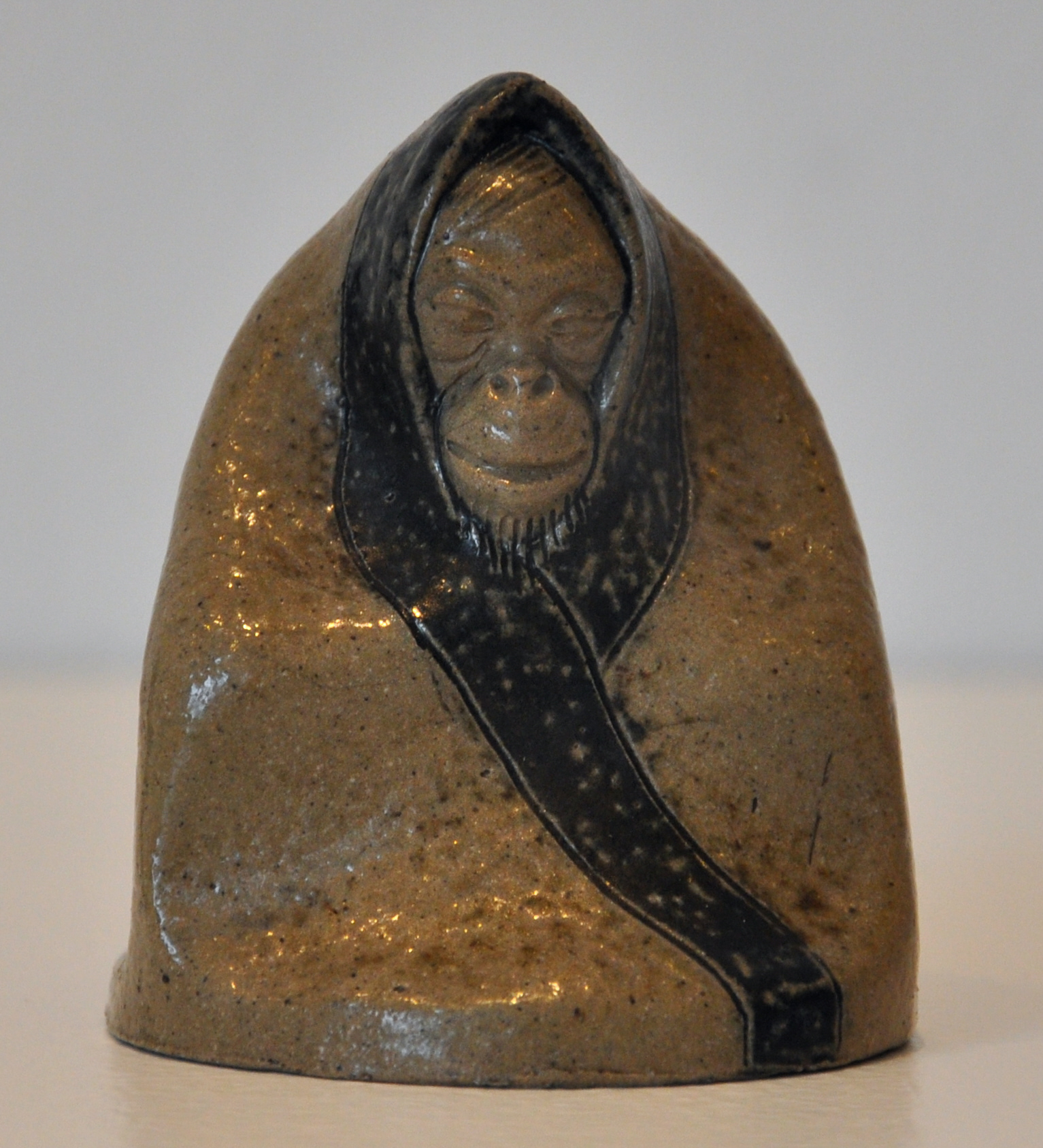
Hockender Affe
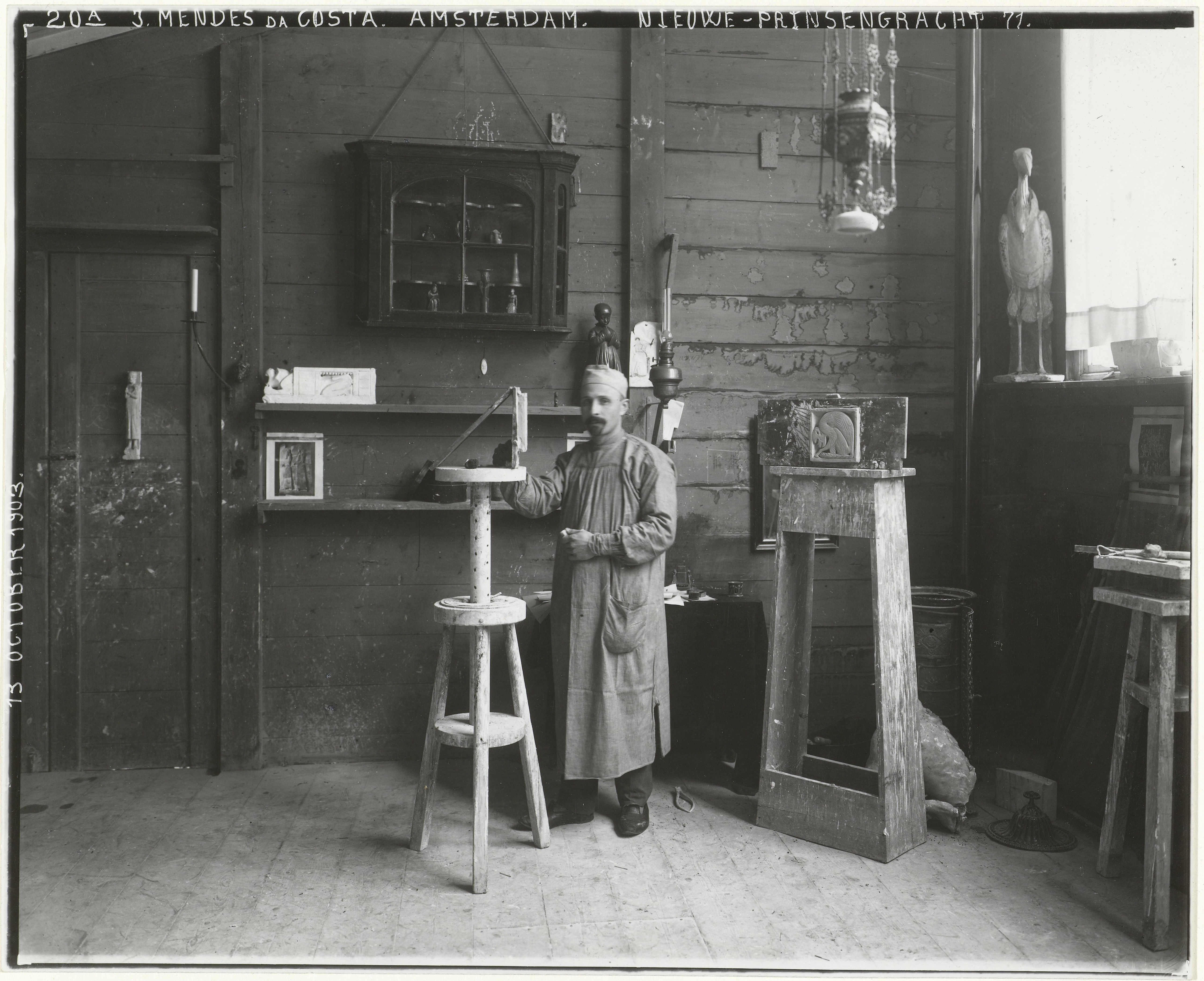
Der Bildhauer in seinem Arbeitsraum